# Граф де Луна (1598)

Герб муниципалитета Луна, провинция Сарагоса

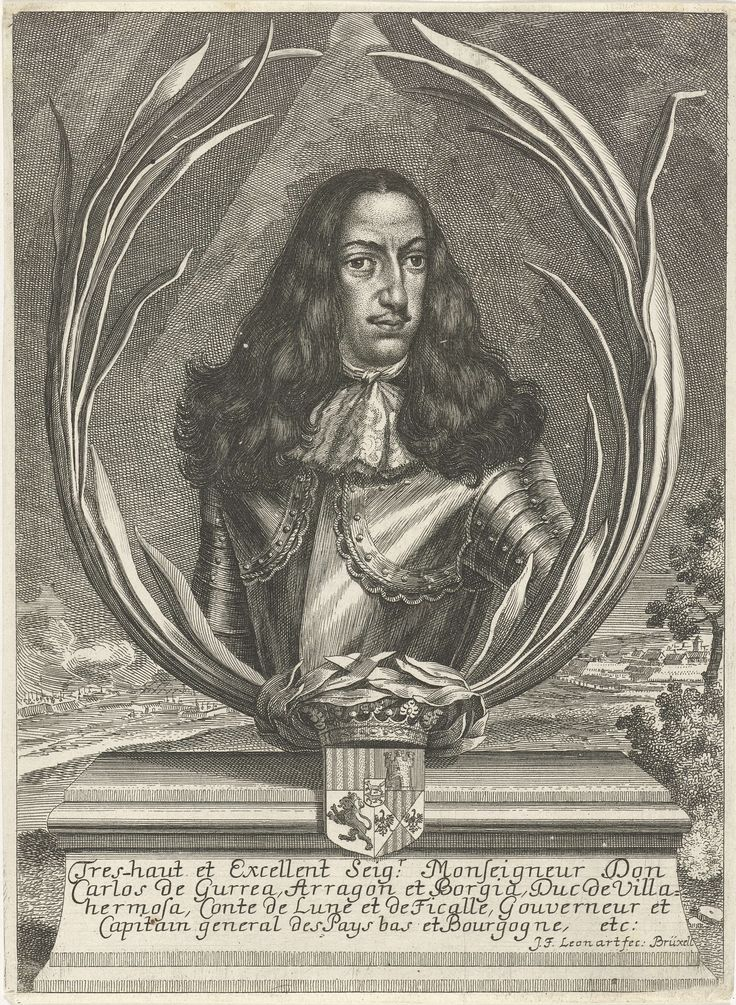
Карлос де Арагон-и-Гурреа де Борха (1634—1692), 9-й герцог де Вильяэрмоса, 5-й граф де Луна

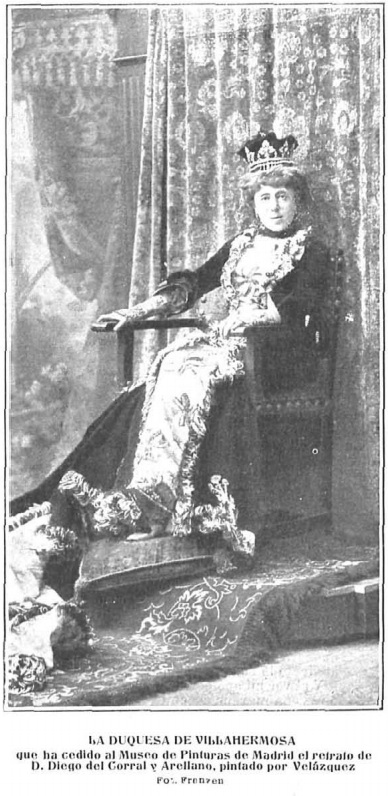
Мария дель Кармен де Арагон Аслор-и-Идиакес (1841—1905), 15-я герцогиня де Вильяэрмоса, 12-й граф де Луна

Граф де Лу́на — испанский дворянский титул. Он был создан 18 августа 1598 года королем Испании Филиппом II для Франсиско де Арагона-и-Гурреа, 6-го герцога де Вильяэрмоса (1551—1622), в обмен за отказ последнего от титула графа де Рибагорса.
Название графского титула происходит от названия муниципалитета Луна (район Синько-Вильярс, провинция Сарагоса, автономное сообщество Арагон).
Также существует титул графа де Луна, который был создан 22 февраля 1462 года королем Кастилии Энрике IV для Диего Фернандеса Вигила-и-Киньонеса.
Ранее в королевстве Арагон также существовал титул графа де Луна. В 1348 году король Арагона Педро IV пожаловал графский титул своему фавориту Лопе де Луне, 9-му сеньору де Луне. В 1430 году графский титул был упразднён и включён в состав Арагона.

## Графы де Луна (Королевство Арагон)
|                                             | Титул                                                   | Период                                      |
| Креация создана королем Испании Филиппом II | Креация создана королем Испании Филиппом II             | Креация создана королем Испании Филиппом II |
| ------------------------------------------- | ------------------------------------------------------- | ------------------------------------------- |
| I                                           | Франсиско де Гурреа-и-Арагон                            | 1598—1622                                   |
| II                                          | Мартин де Арагон-и-Алагон                               | 1622 — ?                                    |
| III                                         | Хуана Луиза де Арагон-и-Алагон                          | ? — 1652                                    |
| IV                                          | Мануэль де Гурреа Арагон-и-Борха                        | 1652 — ?                                    |
| V                                           | Карлос де Арагон Гурреа                                 | ? — 1692                                    |
| VI                                          | Хосефа Сесилия де Арагон-и-Гурреа                       | 1692 — ?                                    |
| VII                                         | Хосе Клаудои де Арагон-и-Гурреа де Кастро Пинос         | ? — 1761                                    |
| VIII                                        | Хуан Пабло де Арагон-Аслор                              | 1761—1790                                   |
| IX                                          | Виктор Амадео де Арагон-Аслор-и-Пиньятелли де Арагон    | 1790—1792                                   |
| X                                           | Хосе Антонио де Арагон-Аслор-и-Пиньятелли де Арагон     | 1792—1852                                   |
| XI                                          | Марселино Мартин Арагон де Аслор-и-Фернандес де Кордоба | 1852 — ?                                    |
| XII                                         | Мария дель Кармен де Арагон Аслор-и-Идиакес             |                                             |
| XIII                                        | Франсиско Хавьер Арагон-Аслор-и-Идиакес                 |                                             |
| XIV                                         | Хосе Антонио Аслор де Арагон-и-Уртадо де Салдивар       |                                             |
| XV                                          | Мария дель Пилар Аслор де Арагон-и-Гильямас             | 1951—1997                                   |
| XVI                                         | Альваро де Урсаас-и-Аслор де Арагон                     | 1997 — н. в.                                |

## История графов де Луна (Арагон)
- Франсиско де Арагон-и-Гурреа Борха (6 декабря 1551 — 11 июня 1622), 1-й граф де Луна, 6-й герцог де Вильяэрмоса, последний (9-й) граф де Рибагорса. Первым браком он был женат на Элеоноре Запорта, дочери Габриэля Запорты, сеньора де Вальмана. Во второй раз женился на Луизе де Алагон-и-Луна, сестре Габриэля де Алагона, 4-го графа де Састаго, и Каталины Мартинес де Луны, дочери 1-го графа де Морат-де-Халон. Ему наследовал сын от второго брака:
- Мартин де Арагон-и-Алагон, 2-й граф де Луна. Бездетен. Ему наследовала его сестра:
- Хуана Луиза де Арагон-и-Алагон (ум. 1652), 3-я графиня де Луна. Была замужем за своим племянником, Фернандо Мануэлем де Гурреа Борха, 8-м герцогом де Вильяэрмоса. Её наследовал их сын:
- Мануэль де Гурреа Арагон-и-Борха, 4-й граф де Луна. Был женат на Марии Франсиске де Борха-и-Арагон, 7-й принцессе Скуиллаче, 7-й графине де Симари.
- Карлос де Арагон Гурреа (18 августа 1634 — 13 августа 1692), 5-й граф де Луна, 9-й герцог де Вильяэрмоса, 9-й граф де Састаго, 9-й граф де Морта-де-Халон, барон де Ильюэка, барон де Готор. Был женат на Марии Энрикес де Гусман, дочери Луиса Энрикеса де Гусмана, 9-го графа Альба-де-Листе и 2-го графа де Вильяфлор. Бездетен.
- Хосефа Сесилия де Арагон-и-Гурреа, 6-я графиня де Луна. Была замужем за Хосе Лоренсо де Арагон-и-Гурреа, 3-м маркизом де Каньисар, 3-м маркизом де Сан-Фелисес-де-Арагон, 3-м графом де Кастельфлорит. Ей наследовал её сын:
- Хосе Клаудио де Арагон-и-Гурреа (1697 — 23 ноября 1761), 7-й граф де Луна, 10-й герцог де Вильяэрмоса, 8-й маркиз де Наваррес, 4-й маркиз де Каньисар, 4-й маркиз де Сан-Фелисес-де-Арагон, 4-й граф де Кастельфлорит. Не женат и бездетен.
- Хуан Пабло де Арагон-Аслор-и-Гурреа (24 января 1730 — 18 сентября 1790), 8-й граф де Луна, 11-й герцог де Вильяэрмоса, 4-й граф де Гуара, 8-й граф дель Реаль, 9-й граф де Синаркас, виконт де Чельва, виконт де Вилланова, 4-й маркиз де Кабрера, 6-й герцог делла Палата (Неаполь). Был женат на Марии Мануэле Пиньятелли де Арагон-и-Гонзага, дочери Хоакина Пиньятелли, 15-го графа де Фуэнтес, и Марии Луизы де Гонзага-и-Караччоло, 2-й герцогини ди Сольферино. Ему наследовал их сын:
- Виктор Амадео де Арагон-Аслор-и-Пиньятелли де Арагон (15 июля 1779 — 23 января 1792), 9-й граф де Луна, 12-й герцог де Вильяэрмоса, 5-й маркиз де Кабрера, 5-й граф де Гуара, 9-й граф дель Реаль, 10-й граф де Синаркас, виконт де Чельва, виконт де Вильянуэва, 8-й герцог делла Палата, 7-й принц ди Массалубренсе (Неаполь). Ему наследовал его младший брат:
- Хосе Антонио де Арагон-Аслор-и-Пиньятелли де Арагон (21 октября 1785 — 2 мая 1852), 10-й граф де Луна, 13-й герцог де Вильяэрмоса, 10-й граф-герцог де Луна, 6-й маркиз де Кабрера, 6-й граф де Гуара, 11-й граф де Синаркас, виконт де Чельва, виконт де Вильянуэва, 8-й герцог делла Палата, 1-й маркиз де Мойта (Португалия). Был женат на Марии дель Кармен Фернандес де Кордоба-и-Пачеко. Ему наследовал его сын:
- Марселино Мартин де Арагон-Аслор-и-Фернандес де Кордоба (7 июля 1815 — 14 октября 1888), 11-й граф де Луна, 14-й герцог де Вильяэрмоса, 7-й граф де Гуара, 9-й герцога делла Палата. Был женат на Марии Идиакес Корраль-и-Карвахаль. Ему наследовала их дочь:
- Мария дель Кармен де Арагон-Аслор-и-Идиакес (30 декабря 1841 — 5 ноября 1905), 12-я графиня де Луна, 15-я герцогиня де Вильяэрмоса, 10-я герцогиня де Палата, 8-я графиня де Гуара. Была замужем за Хосе Мануэлем Гойенече-и-Гамио, 2-м графом де Гуаки. Ей наследовал её двоюродный брат:
- Франсиско Хавьер де Арагон-Аслор-и-Идиакес (26 мая 1842 — 11 апреля 1919), 13-й граф де Луна, 16-й герцог де Вильяэрмоса, 6-й герцог де Гранада-де-Эга, 12-й граф дель Реаль, 9-й граф де Гуара. Был женат на Исабель Уртадо де Сальдивар-и-Эредия. Ему наследовал его сын:
- Хосе Антонио Аслор де Аслор-и-Уртадо де Сальдивар (14 января 1873 — 18 июля 1960), 14-й граф де Луна, 2-й герцог де Луна, 17-й герцог де Вильяэрмоса, 7-й герцог де Гранада-де-Эга, 12-й маркиз де Кортес, 10-й маркиз де Кабрера, 12-й маркиз де Вальдеторрес, маркиз де Наррос, 10-й граф де Хавьер, 10-й граф де Гуара, 14-й граф дель Реаль. Был женат на Марии Исабель Гильямас-и-Аро, 11-й маркизе де Сан-Фелисес, 8-я графине де Мольина, 11-й графине де Вильялькасар-де-Сирга. Ему наследовала их дочь:
- Мария дель Пилар де Арагон Аслор-и-Гильямас (1 октября 1908 — 7 августа 1996), 15-я графиня де Луна, 3-я герцогиня де Луна, 18-я герцогиня де Вильяэрмоса, 11-я герцогиня де ла Палата, 17-я маркиза де Кортес, 11-я маркиза де Кабрера, 12-я маркиза де Вальдеторрес, 11-я графиня де Хавьер, 11-я графиня де Гуара, 15-я графиня дель Реаль, 19-я виконтесса де Мурусабаль де Андион, 21-я виконтесса де Золина. Вышла замуж за Мариано де Урсаиса-и-Сильву Салазара и Карвахаля, 12-го графа де Пуэрто. Её наследовал их сын:
- Альваро де Урсаис-и-Аслор де Арагон (род. 23 июля 1937), 16-й граф де Луна, 19-й герцог де Вильяэрмоса, 12-й маркиз де Кабрера, 18-й граф де Кортес, 12-й граф де Гуара, 13-й граф дель Пуэрто, 12-й граф де Хавьер, 20-й виконт де Мурусабаль де Андион, 20-й виконт де Золина. С 2006 года — 10-й маркиз де Наррос после смерти своей тетки Исабель Аслор де Арагон-и-Гильямас, 9-й маркизы де Наррос, в 2005 году. Ему должна наследовать дочь его старшей сестры, Марселина Мугуиро-и-Урсаис.